# Stanislav Gorkovenko
Stanislav Gorkovenko (Bakú, 30 de enero de 1938-San Petersburgo, 26 de noviembre de 2018) fue un director de orquesta soviético y ruso que se graduó en los conservatorios de Azerbaiyán y de San Petersburgo, donde estuvo bajo la dirección de Nikolai Rabinovich. 
De 1967 a 1978 se hizo cargo de la Orquesta del Auditorio de Leningrado y desde 1978 fue director titular de la Orquesta del Gobernador Soloviov-Sedoi. También fue autor de numerosas canciones y óperas creadas para niños. Una de sus óperas, Ognivom, fue puesta en escena en el Teatro de Ópera y Ballet Samara.